# Deutsche Cadre-47/1-Meisterschaft 1984/85

Veranstaltungsort: Gelsenkirchen

Die Deutsche Cadre-47/1-Meisterschaft 1984/85 ist eine Billard-Turnierserie und fand am 12. Oktober 1984 in Gelsenkirchen zum 19. Mal statt.

## Geschichte
Wolfgang Zenkner war sehr enttäuscht, dass er im Halbfinale erneut gegen Klaus Hose gelost wurde. Trotz einer 146:107-Führung konnte er auch diesmal nicht gewinnen. Hose beendete das Match mit 93 Punkten und traf im Finale auf Dieter Wirtz. Dieser hatte sich überraschend in der Qualifikationsgruppe in Duisburg gegen Thomas Wildförster durchgesetzt, obwohl Wildförster alle Bestleistungen dieser Meisterschaft gespielt hatte. Gegen Hose war dann aber auch für Wirtz, trotz knapper Niederlage, nichts zu holen. Hose zog mit dem vierten Sieg mit Dieter Müller und Thomas Wildförster gleich, die im Cadre 47/1 auch viermal den Titel holten. Zenkner revanchierte sich für die Niederlage vom Vorjahr im Spiel um Platz drei gegen Hans Wernikowski und wurde diesmal Dritter.

## Modus
Gespielt wurde im K.-o.-System bis 200 Punkte. In der Qualifikation wurde bis 200 Punkte oder 20 Aufnahmen gespielt.
Die Endplatzierung ergab sich aus folgenden Kriterien:
1. Matchpunkte
2. Generaldurchschnitt (GD)
3. Bester Einzeldurchschnitt (BED)
4. Höchstserie (HS)

## Teilnehmer nach der Qualifikation
1. Klaus Hose (SV Duisburg-Hamborn 1968) (Titelverteidiger)
2. Dieter Wirtz (BSV Duisburg-Hochfeld 74)
3. Hans Wernikowski (BC Feldmark 34 Gelsenkirchen)
4. Wolfgang Zenkner (BSV München)

## Turnierverlauf
| #                          | Name                                      | MP  | GD    | BED   | HS  |
| -------------------------- | ----------------------------------------- | --- | ----- | ----- | --- |
| 1                          | Wolfgang Zenkner (BSV München)            | 4:2 | 14,44 | 28,57 | 130 |
| 2                          | Klaus Müller (BC Viktoria 09 Neunkirchen) | 4:2 | 11,78 | 14,28 | 105 |
| 3                          | Dieter Steinberger (BC Kempten)           | 3:3 | 10,86 | 16,66 | 45  |
| 4                          | Willi Steinberger (BC Kempten)            | 1:5 | 10,59 | 10,52 | 61  |
| Turnierdurchschnitt: 11,86 |                                           |     |       |       |     |

| MP    | Match Punkte (Sieger = 2; Unentschieden = 1; Verlierer = 0) |
| SV    | Satzverhältnis (nur bei Turnieren im Satzsystem)            |
| Pkte. | Erzielte Karambolagen                                       |
| Aufn. | benötigte Aufnahmen                                         |
| GD    | Generaldurchschnitt                                         |
| MGD   | Mannschafts-Generaldurchschnitt                             |
| BED   | Bester Einzeldurchschnitt eines Spielers                    |
| BEMD  | Bester Einzeldurchschnitt einer Mannschaft                  |
| BSD   | Bester Satzdurchschnitt eines Spielers                      |
| HS    | Höchstserie                                                 |
| WRP   | Weltranglistenpunkte                                        |

| #                          | Name                                    | MP  | GD    | BED   | HS  |
| -------------------------- | --------------------------------------- | --- | ----- | ----- | --- |
| 1                          | Dieter Wirtz (BSV Duisburg-Hochfeld 74) | 6:0 | 23,07 | 40,00 | 105 |
| 2                          | Thomas Wildförster (BSV Velbert)        | 4:2 | 27,33 | 50,00 | 176 |
| 3                          | Uwe Matuszak (SV Duisburg-Hamborn 1968) | 2:4 | 7,00  | 8,30  | 38  |
| 4                          | Volker Simanowski (BSV Velbert)         | 0:6 | 8,05  | –     | 31  |
| Turnierdurchschnitt: 13,98 |                                         |     |       |       |     |

| MP    | Match Punkte (Sieger = 2; Unentschieden = 1; Verlierer = 0) |
| SV    | Satzverhältnis (nur bei Turnieren im Satzsystem)            |
| Pkte. | Erzielte Karambolagen                                       |
| Aufn. | benötigte Aufnahmen                                         |
| GD    | Generaldurchschnitt                                         |
| MGD   | Mannschafts-Generaldurchschnitt                             |
| BED   | Bester Einzeldurchschnitt eines Spielers                    |
| BEMD  | Bester Einzeldurchschnitt einer Mannschaft                  |
| BSD   | Bester Satzdurchschnitt eines Spielers                      |
| HS    | Höchstserie                                                 |
| WRP   | Weltranglistenpunkte                                        |

| #                          | Name                                            | MP  | GD    | BED   | HS  |
| -------------------------- | ----------------------------------------------- | --- | ----- | ----- | --- |
| 1                          | Hans Wernikowski (BC Feldmark 34 Gelsenkirchen) | 4:2 | 16,82 | 28,57 | 73  |
| 2                          | Günter Siebert (BG Bottrop 24)                  | 4:2 | 14,84 | 22,22 | 79  |
| 3                          | Fabian Blondeel (DBC Bochum 1926)               | 4:2 | 14,18 | 18,18 | 101 |
| 4                          | Wolfgang Matz (BC Feldmark 34 Gelsenkirchen)    | 0:6 | 11,90 | –     | 108 |
| Turnierdurchschnitt: 14,34 |                                                 |     |       |       |     |

| MP    | Match Punkte (Sieger = 2; Unentschieden = 1; Verlierer = 0) |
| SV    | Satzverhältnis (nur bei Turnieren im Satzsystem)            |
| Pkte. | Erzielte Karambolagen                                       |
| Aufn. | benötigte Aufnahmen                                         |
| GD    | Generaldurchschnitt                                         |
| MGD   | Mannschafts-Generaldurchschnitt                             |
| BED   | Bester Einzeldurchschnitt eines Spielers                    |
| BEMD  | Bester Einzeldurchschnitt einer Mannschaft                  |
| BSD   | Bester Satzdurchschnitt eines Spielers                      |
| HS    | Höchstserie                                                 |
| WRP   | Weltranglistenpunkte                                        |

### Finalrunde
| Halbfinale       |     |     |    |       |       |    |
| Klaus Hose       | 2:0 | 200 | 6  | 33,33 | 33,33 | 93 |
| Wolfgang Zenkner | 0:2 | 146 | 6  | 24,33 | –     | 83 |
| Dieter Wirtz     | 2:0 | 200 | 14 | 14,28 | 14,28 | 62 |
| Hans Wernikowski | 0:2 | 33  | 14 | 2,35  | –     | 9  |
| Spiel um Platz 3 |     |     |    |       |       |    |
| Wolfgang Zenkner | 2:0 | 200 | 12 | 16,66 | 16,66 | 71 |
| Hans Wernikowski | 0:2 | 153 | 12 | 12,75 | –     | 36 |
| Finale           |     |     |    |       |       |    |
| Klaus Hose       | 2:0 | 200 | 9  | 22,22 | 22,22 | 94 |
| Dieter Wirtz     | 0:2 | 172 | 9  | 19,11 | –     | 67 |

### Abschlusstabelle
| MP    | Match Points (Sieger = 2; Unentschieden = 1; Verlierer = 0) |
| Pkte. | Erzielte Karambolagen                                       |
| Aufn. | Benötigte Versuche                                          |
| GD    | Generaldurchschnitt                                         |
| BED   | Bester Einzeldurchschnitt eines Spielers                    |
| HS    | Höchstserie                                                 |
|       | Bester GD des Turniers                                      |
|       | Bester ED des Turniers                                      |
|       | Beste HS des Turniers                                       |
|       | 1. Platz (Gold)                                             |
|       | 2. Platz (Silber)                                           |
|       | 3. Platz (Bronze)                                           |

| Klassement                 | Klassement       | Klassement | Klassement | Klassement | Klassement | Klassement | Klassement | Klassement |
| Platz                      | Name             | MP         | Pkte.      | Aufn.      | GD         | BED        | HS         |            |
| -------------------------- | ---------------- | ---------- | ---------- | ---------- | ---------- | ---------- | ---------- | ---------- |
| 1                          | Klaus Hose       | 4:0        | 400        | 15         | 26,66      | 33,33      | 94         |            |
| 2                          | Dieter Wirtz     | 2:2        | 372        | 23         | 16,17      | 14,28      | 67         |            |
| 3                          | Wolfgang Zenkner | 2:2        | 346        | 18         | 19,22      | 16,66      | 83         |            |
| 4                          | Hans Wernikowski | 0:4        | 186        | 26         | 7,15       | –          | 36         |            |
| Turnierdurchschnitt: 15,90 |                  |            |            |            |            |            |            |            |